# 金与正
金 与正（キム・ヨジョン、朝鮮語: 김여정、1988年〈主体77年〉9月26日 - ）は、朝鮮民主主義人民共和国の政治家。国務委員、朝鮮労働党中央委員会宣伝扇動部副部長。
金日成総合大学卒業。組織指導部副部長、党中央委員会宣伝扇動部第1副部長、同政治局員候補を歴任。
同国第2代最高指導者の金正日総書記の第7子で、同国の第3代最高指導者金正恩総書記の同母妹。母は高容姫。現在の漢字表記が判明するまでは、金予正、金汝貞、金汝静とも表記された。

## 経歴
未成年だったころの情報は限られているが、金正日の専属コックだった藤本健二の回想録によると、正日の寵愛を得ていた。金与正は平壌北郊の北朝鮮最高指導者の大豪邸に育ち、世間とは没交渉の人生を送ってきた。8歳か9歳くらいの彼女の写真は、現在のシャープな容貌とは異なり、頬のふくよかな顔立ちをしており、チョーカーのネックレスを身に着け、赤いドレスを着ていた。彼女は、母の高容姫同様、踊りの好きな少女だった。父の金正日は、子どもたちのなかでは金正恩と金与正に政治家の素質があると目していた。父は、頭の回転の速い彼女を「かわいいかわいい与正」「与正姫」と呼んでかわいがり、指導者の器だと考えていたようである。
1996年4月から2000年末まで兄の金正恩と共にスイスベルンに留学していた。金正恩は「パク・ウン」、自身は「チョン・スン」という変名で、朝鮮民主主義人民共和国駐スイス大使館職員の子供として、ベルンの国際学校で英語、ドイツ語、フランス語を学んでいたという。そのスイスの留学の時の写真は2010年6月に公開された。彼女はベルンで小学校終了に相当する教育を終え、そののちは専属の家庭教師をつけて教育を受けた。金日成総合大学に入学したのは2007年頃と考えられており、ここでは物理学を専攻している。

### 2010年代前半
2010年9月、正恩が朝鮮労働党代表の会議で正日の継承者に擁立された後、指導者の集まる記念写真の中に姿が見えるようになった（正日の最後の妻である金玉の側で）。2011年2月、与正は兄の金正哲とシンガポールでエリック・クラプトンのコンサートを観覧して車に乗り込む姿を韓国放送公社によって捉えられた。
公式の場には、父の金正日の葬儀のときに初めて現れた。北朝鮮の真の権力中枢機関とも言われる朝鮮労働党組織指導部にいるとされていたが、2014年3月9日に最高人民会議第13期代議員選挙が実施された際に北朝鮮国営メディアによって名前が初めて報道され、「朝鮮労働党中央委員会の責任幹部」として紹介されスーツ姿で投票する写真が報じられた。なおこの際、朝鮮中央通信の中国語版などは漢字表記として金予正を用いた。同年3月30日に韓国の聯合ニュースが昨2013年から労働党書記室長の職に就いていると報じた。同年4月3日、朝鮮通信は金正恩の妹の名前について朝鮮中央通信社が「金与正」と知らせてきたと報じた。
2014年9月3日に朝鮮中央通信は与正を第一書記金正恩の同行者として紹介する際の順番を副部長級より前に紹介したことで、権力序列から党書記級の実力者となった可能性が提起された。また、この2014年9月3日を最後に正恩が1ヶ月近く公の場に姿を見せず動静が分からなくなったことで、妹の与正が最高指導者を代行しているとの推測も提起された。
2014年11月27日に放送された朝鮮中央放送のニュース番組では、「朝鮮労働党中央委員会副部長」の肩書きで報じられた。思想統制や体制の宣伝を担当する「宣伝扇動部」、または党の中枢で思想検閲・人事査定・粛清権などの権限を持つ、北朝鮮の真の権力中枢機関とも言われる「組織指導部」に所属しているという見方があった。

### 2010年代後半
2015年1月2日、聨合ニュースが、「与正が崔竜海の次男のチェ・ソンと結婚した」という見方を報じたが、2016年4月に訪朝した藤本健二によると、正恩と与正に面会した際に与正はまだ独身であると聞かされたという。また与正について正恩から「朝鮮労働党の宣伝扇動部副部長を務めている」と聞かされたという。2017年時点では、数年前に結婚し2015年に出産した。夫は大学教授で、いわゆる革命家の2世ではないという説がある。韓国の北朝鮮専門家の分析では、叔母（金正日の実妹）金敬姫の夫、張成沢が権力を握ったことから、金正恩が、有力者や政治に近い人間が妹の夫になるのを嫌ったと分析される。しかし、2020年の報道では夫は崔竜海の次男であるとされ、韓国政府関係者は崔竜海が義父にあたるとコメントしている。
2016年5月に開催された朝鮮労働党第7次大会で同党中央委員会委員に選出された。党内序列は43位であった。
2017年1月11日、アメリカ合衆国財務省は人権侵害に関与したとして金与正を制裁対象に指定し米国内の資産凍結を行うとともに米国人との取引を禁じた。
2017年10月7日に開かれた朝鮮労働党中央委員会総会において党中央委員会政治局員候補に選出された。党内序列は25位前後であった。

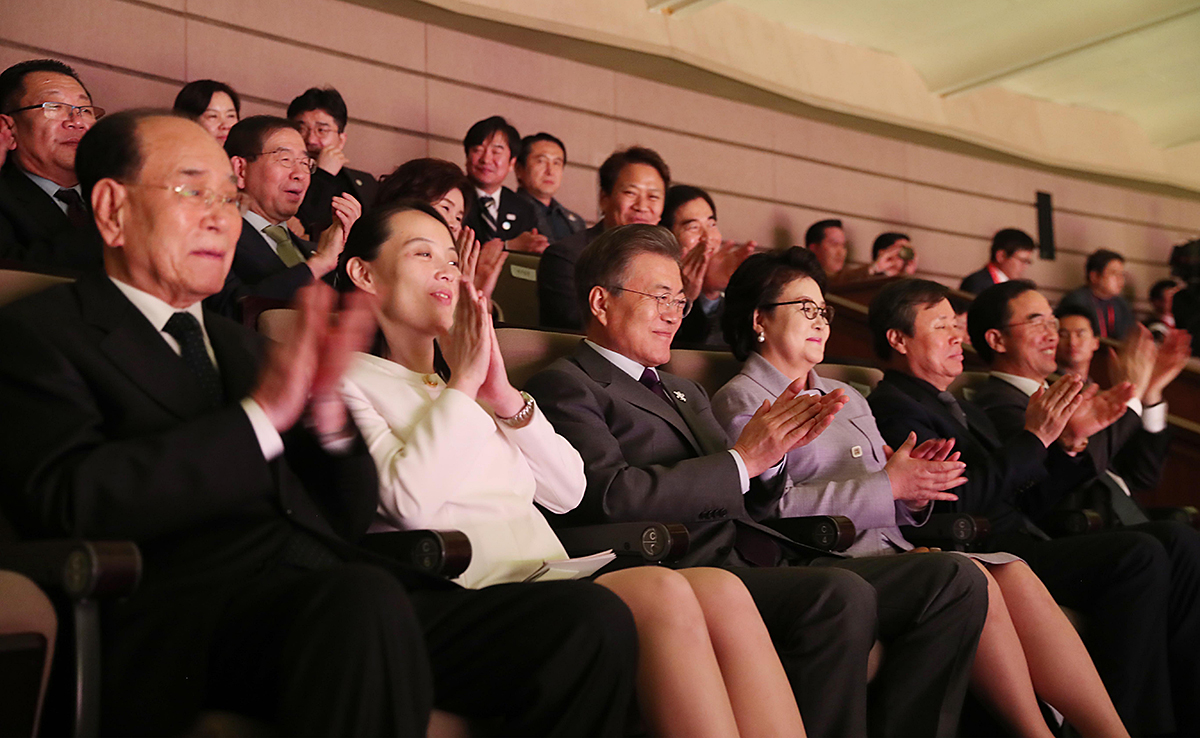
平昌オリンピックを観戦する金永南、金与正、文在寅、金正淑

2018年2月9日から大韓民国で開催された平昌オリンピックでは金永南を団長とする北朝鮮高官級代表団の一員として名を連ね、これが金日成の直系の子孫としては初の訪韓となった。この際、朝鮮労働党の党内序列2位である金永南が、仁川国際空港の貴賓席に入室する際に入り口で与正の入室を待ち、着席する際には中央席を与正に譲ろうとするなど配慮する姿を見せたことから、一部メディアからは「実質ナンバー2」「実力者」「大物」「血族の権威」などと報じられた。翌10日の韓国大統領文在寅との会談の際には、金正恩の特使として親書を文在寅に手渡し文の訪朝を要請した。また11日の北朝鮮の三池淵（サムジヨン）管弦楽団の公演を観劇する際には、金永南より上座となる文在寅の右隣に着座して観劇した。この訪朝にあたって北朝鮮側は韓国に与正を「党中央委員会の第1副部長」の肩書で紹介し、与正が副部長から昇格していたことが確認された。帰朝後、同時期に訪韓していたアメリカ合衆国副大統領マイク・ペンスと会談する予定が韓国の仲介で組まれていたことが明らかになったが、ペンスが訪韓中に行った脱北者との面会や追加制裁の表明などに北朝鮮が不快感を示して実現には至らなかった。金与正を抑圧的な体制の中心人物として非難したペンスを「人間のクズ」と罵倒して「我々は米国との対話を哀願しない」と述べた声明を北朝鮮は発表した。
2018年4月1日、K-POPスターなどで構成された韓国芸術団が訪朝し、東平壌大劇場で金正恩とその妻の李雪主とともに韓国の芸術団公演を直接鑑賞した。
2018年4月13日、金日成生誕106周年記念の国際芸術祭に参加するために中国芸術団とともに訪朝した中国共産党中央対外連絡部部長の宋濤を空港で出迎え、宿舎で会談して「兄弟が平壌で少しの不便もないよう最大の真心を尽くす」と述べ、翌14日には李雪主、李洙墉、崔竜海、金英哲らとともに中国芸術団の公演も鑑賞し、金正恩が催した宴会にも出席した。また、16日も中国芸術団の公演を金正恩、李雪主とともに観覧した。

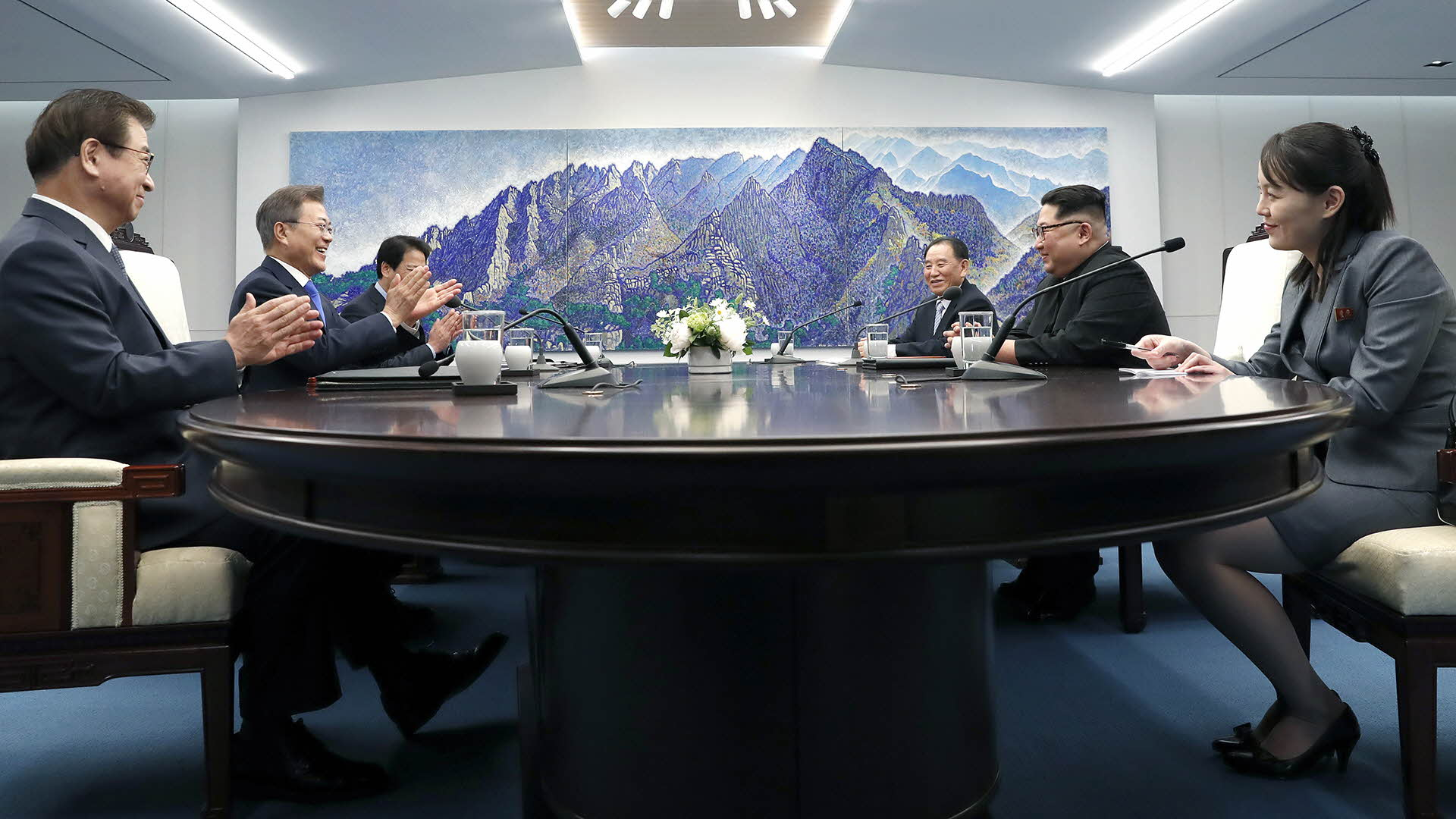
2018年4月27日の板門店の韓国側施設「平和の家」で行われた南北首脳会談。一番右が与正

2018年4月27日に板門店で行われた南北首脳会談にも金正恩に同道して兄を補佐した。与正は2月に特使として訪韓していたため、注目度が高かった。会談の最中に韓国大統領文在寅が与正について「南側でスターになった」と紹介すると笑いが起こり、与正が顔を赤らめる一幕があった。
2018年5月7日、初めて航空機を外遊に利用して中国の大連を訪れた金正恩に李洙墉、金英哲、崔善姫らと同道した。この際、朝鮮中央放送で中国共産党総書記兼中華人民共和国主席習近平に面会した金与正が韓国の文大統領に直立で握手した時と対照的な2度も90度近くお辞儀した姿が報じられたことが話題となった。
2018年6月、米朝首脳会談のためにシンガポールを訪問した金正恩に金英哲や国際部長の李洙墉らとともに同行した。
2018年8月、建国70周年記念行事に招かれて訪朝した中国序列3位の全国人民代表大会常務委員長栗戦書を崔竜海らと出迎え、栗戦書が帰国する際も崔竜海らと見送った。
2019年1月8日、夫人の李雪主らとともに35歳の誕生日を迎える金正恩の中国訪問に同行。
2019年2月には、2度目の米朝首脳会談を行うため、ベトナムを訪問した金正恩に同行。しかし2度目の米朝首脳会談は不調に終わった。同年3月に北朝鮮国内で行われた最高人民会議第14期代議員選挙では第5号選挙区（カルリムキル）から立候補して当選。しかし、米朝首脳会談が決裂に終わった後から動静は確認されなくなり、同年4月の朝鮮労働党全体会議で政治局員候補を解任され、4月の金正恩のロシア訪問へは同行しなかった。5月末には韓国紙によって、出過ぎた行動を理由に謹慎処分が下ったと報じられていたが、のちに健在説に変わった。6月4日には、マスゲームの観覧が朝鮮中央通信で伝えられたほか、6月10日には金大中夫人李姫鎬が死去したことを受け板門店に姿を見せて弔辞と弔花を贈る役を担った。7月8日、朝鮮中央通信が放送した故金日成主席死去25年「中央追慕大会」の様子では、ひな壇最前列で金正恩から近い位置に座っていたことから影響力が回復もしくは拡大していることが確認されている。
2019年12月末、朝鮮労働党中央委員会総会において新たな第1副部長職に就任したことが発表され、組織指導部第1副部長に就任したと観測されている。また2020年2月末に開催された党中央委員会政治局拡大会議で組織指導部長の李万建が解任された件に関与した可能性も指摘されている。

### 2020年代
2020年3月3日、自身名義の談話を発表し、「韓国大統領府の低能な思考には驚愕する」と韓国大統領を強く批判した。これが金与正名義での初めての談話となった。
2020年3月22日、自身名義の談話を発表し、金正恩委員長がトランプ米大統領から親書を受け取ったことを明らかにした。
一連の談話について、「経済制裁や新型コロナウイルスの影響で国力が弱まっていることを覆い隠し、韓国に対する「強硬な姿勢」をアピールするため」、「通例では、米国に向けた談話は北朝鮮外務省が、韓国に向けた談話は祖国平和統一委員会が発表するため、金与正副部長が3月に2つも談話を出したことは異例である」などと指摘する声もある。
2020年4月11日の党政治局会議で、政治局員候補に復帰を果たした。
2020年5月1日に順川リン酸肥料工場の竣工式に出席。雛壇での席順は政治序列を示すところ、「金与正が金徳訓や朴泰成よりも上座に着席」したことが確認される。
2020年6月4日、前月に韓国の脱北者団体が北朝鮮向けビラを散布したことを批判する声明を発表。声明には人間のクズ、馬鹿者といった相手をののしる言葉が多数含まれており、（本人が談話を作っている可能性は少ないとしても）温和な印象を与えてきた路線を変更するものとして注目を集めた。さらに同年6月13日には（南北関係が）跡形もなく崩れ去ると予告、3日後には開城特別市の南北共同連絡事務所が爆破された。
2020年8月25日には韓国の鄭景斗国防部長官が国会にて、金与正が朝鮮労働党の組織指導部を事実上掌握しているという見解を示している。
2021年1月5日より開催された第8次党大会では政治局員候補から外れたが、党内の順列自体はさほど変わっていないこともあり（発表された党中央委員会の名簿（138人）では金与正は21番目）、降格と呼べるかは見解が定まっていない。「この人事は、金正恩の本意ではなかったはずで、ここにも正恩の権力低下が見て取れる」という見解もある。1月12日に「北朝鮮が10日夜に軍事パレードを実施した状況を捉えた」と韓国軍合同参謀本部が発表したことに対し、「敵対的警戒心を表している」と強く非難する談話を発表。その談話の肩書がかつての「第1副部長」から「副部長」に変わっており、格下げされていることが明らかになった。同年3月30日に北朝鮮に対しミサイル発射の自制を求めた文在寅に対する批判の談話が発表された際には、肩書が「党宣伝扇動部副部長」と紹介された。
2021年9月29日、最高人民会議第14期第5回会議第2日会議で、国務委員会委員に補欠選挙された。この就任により、党・政府の両方で高位職に就いたことになる。
韓国の尹錫悦政権は、2022年8月、演説のなかで北朝鮮が「真情性を持って非核化交渉に乗り出す場合、初期の交渉過程から経済支援措置として、北朝鮮の地下資源と交換に食糧供給を積極的に行うという。さらに保健医療、飲料水、衛生、山林事業などの民生を改善するための試験事業をする」という「大胆な構想」を示したが、金与正はこれについて「愚かさの極致」とこきおろして韓国を挑発する態度をとった
。

## 人物
ベルン留学時にはバレエのレッスンを受けていた。留学当時の趣味はアニメーションのイラストを描くことだった。正恩体制後、兄正恩のヘアスタイルやメガネなどファッションコーディネートをしているという。
日本に密入国した経験がある。東京の銀座や高級ホテルで1,000万円を超える買い物をしたという。
2020年の報道では夫は崔竜海の次男であるとされ、韓国政府関係者は崔竜海が義父にあたるとコメントしている。
2025年1月1日、平壌で開かれた家族同伴の行事である新年慶祝公演に出席。男児の手を握って女児と共に並んで歩く姿が確認された。

## 政権後継候補者

### 金正日の後継者候補として
NHKスペシャル で放映された内容によれば、一時期、金正恩とならび、金正日が金与正を後継者候補として考えていた時期があったという。同番組に出演した元ロシア極東連邦管区大統領全権代表・コンスタンチン・プリコフスキーは、2001年訪露した金正日に随行した際に「自分の子供の内、正恩と与正が政治に関心を示しており、これから二人のどちらかを教育して後継者にするつもりだ」と聞かされたと語っている。

### 金正恩の後継者候補として
金正恩の健康不安とセットで、しばしば後継候補の1人であるとの観測が報道されている。2019年には金与正の名義による指示文が党の各機関に下されていること、2020年には北朝鮮による火力演習に対する韓国の反応を批判するとともに政治的に重要性の高い声明を出したことなど、同国の政治的な序列において中心的役割を果たしていることも後継者説の裏付けとなっている。金与正の言動は、朝鮮人民の民生向上を考慮することはなく、それよりも金正恩政権の維持を最優先するという姿勢で貫かれている。

## 政治的役割

### 「北朝鮮のイヴァンカ・トランプ」
2018年2月9日、金与正は平昌冬季オリンピックの開会式に参加するため、仁川空港に降り立った。朝鮮戦争以来、北朝鮮を統治してきた金ファミリーの一員が韓国を訪問したのは、これが初めてであった。韓国のテレビ局は与正の着陸の模様を生中継し、微笑する彼女の姿を放送した。彼女は控えめに、また、しとやかで思慮深そうにふるまい、その様子に韓国国民は強い好感を示した。韓国のマスメディアは彼女が謙虚であること、そして、姿勢の美しいことを絶賛した。金与正は、南北朝鮮合同のアイスホッケーチームに声援を送り、開会式では韓国国歌に敬意をあらわして起立した。金与正は訪韓中、兄金正恩の親書をたずさえて青瓦台に赴き、文在寅大統領に平壌への招待状の入った青いフォルダを差し出した。そして青瓦台の芳名帳には「平壌とソウルが同胞の心のなかでもっと近づき、近い将来に統一と繁栄をもたらすことを願っています」と記した。彼女の「魅力攻勢」は続いていた。金与正は公式の場では何も語らなかったが、非公式には韓国側にさわやかで率直な人間であることを印象づけることに成功し、メディアは彼女を評して「北朝鮮のイヴァンカ・トランプ」と形容した。彼女は確かに、節度を欠いた言動をとり、笑いものにされることも多い男性親族における、節度があって親しみやすい他の側面を映し出しているかにみえた。しかし、北朝鮮側は、この訪問で自分たちが人目にさらしてよいと判断したもの以外は徹底的に隠匿した。与正は5つ星ホテルの貴賓室に泊ったが、自身が睡眠をとるために簡易ベッドを持ち込んでおり、チェックアウト後は部屋にシミ一つさえ残さなかった。指紋1つどころか髪の毛1本さえも残さなかったので、韓国の情報機関は彼女のDNAサンプルを入手することはできなかった。

### 恐怖政治の推進
2020年11月13日、北朝鮮の秘密警察である国家保衛省10局（電波探知担当）の局長・幹部ら8人が、平壌市龍城区域にある同省所有の運動場で処刑された。処刑命令を下したのは金与正といわれている。8人は横領の容疑をかけられ、誤解であると抗弁していたが、与正はいっさい情状を酌量することなく、「党と革命が危機に瀕しているときに、裏切りかねない分子ども」であるとし、処刑を断行させた。これ以外にも、金与正の命令で処刑が実行されたとの情報が複数、北朝鮮国内から伝わっており、北朝鮮国内ではすでに、金与正が恐怖の対象になっている可能性がある。

## 対外談話

### 「低能な考えで驚愕する」
2020年3月2日、北朝鮮は短距離弾道ミサイルと推定される2発の飛翔体を日本海に向けて発射した。韓国大統領府はその直後に北朝鮮に対する憂慮を表明し、発射中止を求めたが、金与正が以下のような激越な悪罵の数々を浴びせたことで注目された。
- 「よその軍事訓練に口出しするとは居直りの極致だ」
- 「低能な考えで驚愕する」
- 「『生意気』で『愚か』」
- 「行動が3歳児並みだ」

### 共同連絡事務所の爆破
2020年6月16日、韓国と合同で運営していた南北共同連絡事務所を爆破した。韓国が建築・運営に2018年以来、総額約170億ウォン（約15億円）を投入した事務所であったが、破壊によって黒煙が立ち上る様子は韓国領内からも観測できたという。これに先立つ6月4日、金与正は「南朝鮮当局者が北南合意を真に重んじて履行する意志があるなら、家の中の汚物（脱北者のこと）を捨てて掃除するのが当然だ」「窮屈な弁解をする前にクズの茶番劇を阻止する法でもつくり、当初から忌まわしいことが起こらないように万全を期すべきだ」などと口汚く罵る談話を発表した。

### 意味不明の談話
2020年7月10日、金与正は米朝首脳会談に関する談話で「朝米首脳会談のようなことは、今年中にはあり得ない」と言ったかと思うと、「しかし、まだ分からないことでもある」と含みを持たせて、対話したいのか対決したいのかはっきりしない姿勢をみせた。また、「朝米首脳会談の可能性まで示唆することになった米国人の心理変化をテレビニュースで興味深く見るのは、朝食時間の暇つぶしとしては申し分なくよかった」とか「今後、米独立記念行事を収録したDVDを個人的にぜひ手に入れようと思っていることについて金正恩委員長の許諾を得た」など、公式談話のなかにいたって私的な感想を織り交ぜてしまっている。
専門家によれば、金与正は明らかに政治や外交に関する関心が高く、首を突っ込みたがっており、与正自身が目を通していることも確実と思われるが、韓国政府関係者のなかには「何を言いたいのか、全くわからない談話。私の部下がこんな談話を持ってきたら、使えない談話だと言って突き返すところだ」と批評した。関心は高くても、能力や経験に欠けるので、このようなできの悪い談話になったのだろうと考えられている。

### 気違い
金与正は、韓国国内でさかんに唱えられるようになった先制打撃論に対し、2022年4月3日、先制打撃論に言及した徐旭国防部長官を「気違い」と罵った。2日後の4月5日、先制打撃論について「妄想である。（戦争が起きれば）南朝鮮軍は壊滅、全滅に近い悲惨な運命を甘受しなければならないであろう」と述べて恫喝した。